# Makowska (Skierniewice)
Makowska – osiedle w północno-zachodniej części Skierniewic, a kiedyś samodzielna wieś należąca do ekonomii skierniewickiej.

## Charakter osiedla
Osiedle oddalone jest od centrum o około 2 km i oddzielone torami kolejowymi. Znajdują się tam wyłącznie domki jednorodzinne.

## Komunikacja
Osiedle ma połączenie autobusowe linii numer 8 Miejskich Zakładów Komunikacyjnych w Skierniewicach. Na osiedlu znajduje się przystanek autobusowy PKS.

## Przyroda
Na obszarze osiedla znajduje się dość dużo obszarów zielonych.
Na południowy zachód osiedle graniczy z lasem Zwierzynieckim.